# Cơ ngực lớn
Cơ ngực lớn (tiếng Anh: pectoralis major, từ pectus (tiếng La tinh) nghĩa là vú) là một cơ dày, hình quạt hoặc hình tam giác, nằm ở ngực cơ thể người, nằm dưới vú. Phía sau cơ ngực lớn là cơ ngực bé, đây là một cơ mỏng, hình tam giác. Cơ ngực lớn thực hiện động tác gấp, giạng và xoay trong của xương cánh tay. Trong thể hình, cơ ngực lớn thường được gọi đơn giản là "cơ ngực", bởi vì đây là cơ lớn nhất và ở vị trí nông nhất ở vùng ngực.

## Giải phẫu
Cơ ngực lớn là một cơ dày, có hình quạt, nằm phía trước lồng ngực của cơ thể người và nằm dưới vú. Cơ này có chức năng là khép và xoay trong cánh tay. Cơ ngực lớn cũng có tác dụng nâng lồng ngực và toàn thân lên ở những động tác leo trèo cũng như giữ cho cánh tay gắn liền với phần thân. Nguyên ủy (chỗ bám vào xương) của cơ ngực lớn bao gồm: xương đòn; xương ức cùng với các sụn sườn 1 đến 6 và các xương sườn 5 đến 6; và cơ thẳng bụng. Cơ ngực lớn bám tận tại rãnh gian củ theo hình chữ U.
Từ nguyên ủy trên, các sợi cơ hội tụ lại ở vị trí bám tận là rãnh gian củ của xương cánh tay.

### Thần kinh chi phối
Cơ ngực lớn chi phối vận động bởi thần kinh ngực trong và thần kinh ngực ngoài, còn được gọi là dây thần kinh ngực trước ngoài.
- Đầu xương ức chi phối bởi các rễ thần kinh C7, C8 và T1, thông qua thân dưới của đám rối thần kinh cánh tay và thần kinh ngực trong.
- Đầu xương đòn chi phối bởi các rễ thần kinh C5 và C6, thông qua thân trên và bó ngoài của đám rối cánh tay, tạo ra thần kinh ngực ngoài. Thần kinh ngực ngoài chi phối ở vùng sâu của cơ ngực lớn.

Điện cơ đồ cho thấy cơ ngực lớn bao gồm ít nhất sáu nhóm sợi cơ có thể được chi phối độc lập bởi hệ thần kinh trung ương.

## Chức năng

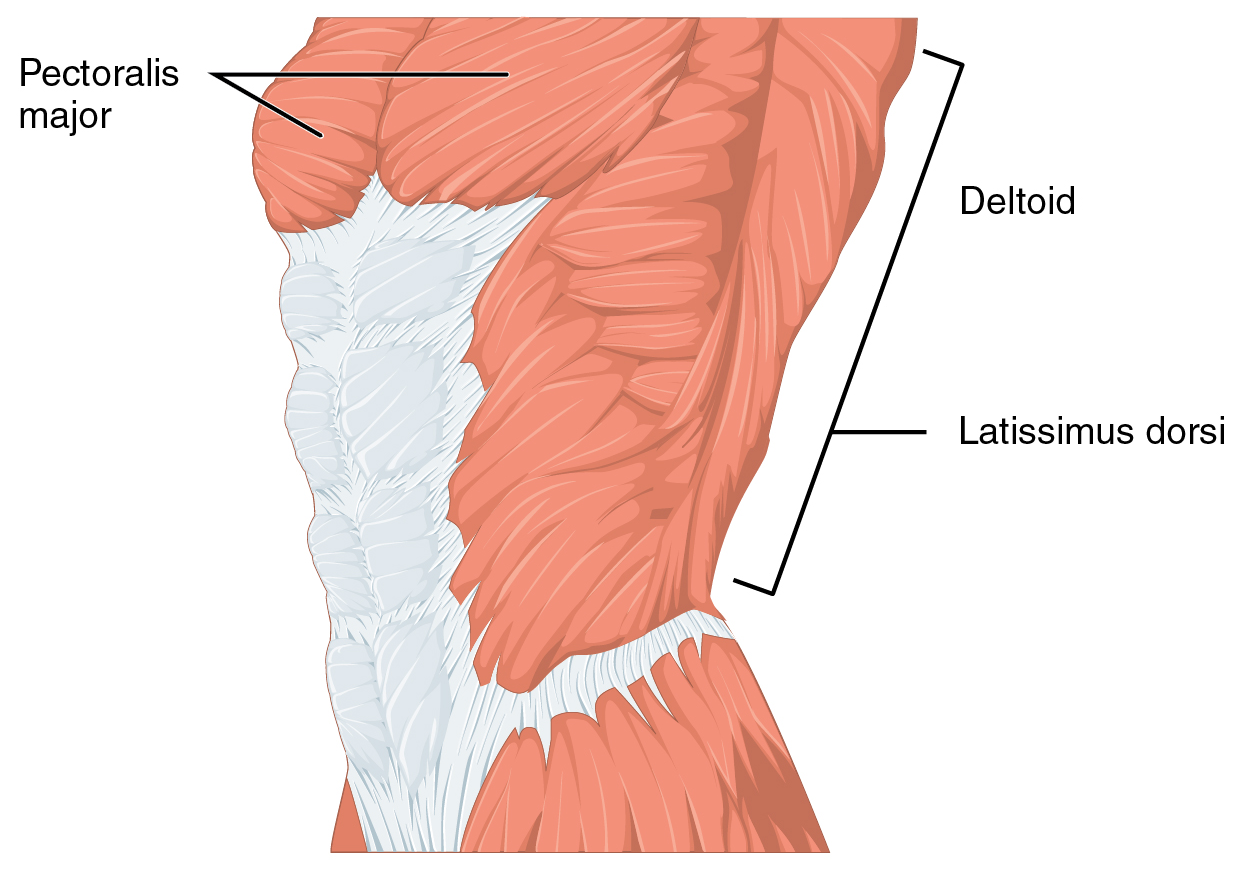
Các đầu của cơ ngực lớn khác nhau có chức năng khác nhau. Đầu xương đòn thực hiện gấp xương cánh tay, và đầu xương ức giạng xương cánh tay. Về tổng thể, cơ ngực lớn thực hiện giạng và xoay trong xương cánh tay. Cơ ngực lớn cũng đưa xương vai ra trước và ra sau.

Cơ ngực lớn thực hiện 4 động tác dựa trên chuyển động của khớp vai. Động tác đầu tiên là gấp xương cánh tay, như động tác cầm bóng ném và nhấc bế trẻ. Động tác thứ hai, cơ thực hiện động tác giạng xương cánh tay, như khi đưa thẳng tay sang 2 bên. Động tác thứ ba, cơ thực hiện động tác xoay trong xương cánh tay như lúc vật tay. Động tác thứ tư, cơ cũng giữ cánh tay gắn với thân mình.
Sự tăng kích thước của cơ ngực lớn làm tăng khả năng thực hiện động tác. Chuyển động ép (press) kích hoạt tối đa tác động lên cơ ngực lớn. Các bài tập như dạng và duỗi khửu tay như nằm ghế đẩy tạ đòn (barbell bench press) và nằm ghế đẩy tạ đơn (dumbbell bench press) và máy đẩy tạ (machine bench press) kích hoạt cơ ngực lớn ở vùng ức-sườn. Khối lượng tạ có tương quan chặt chẽ với khả năng vận cơ.

## Ý nghĩa lâm sàng

### Chấn thương

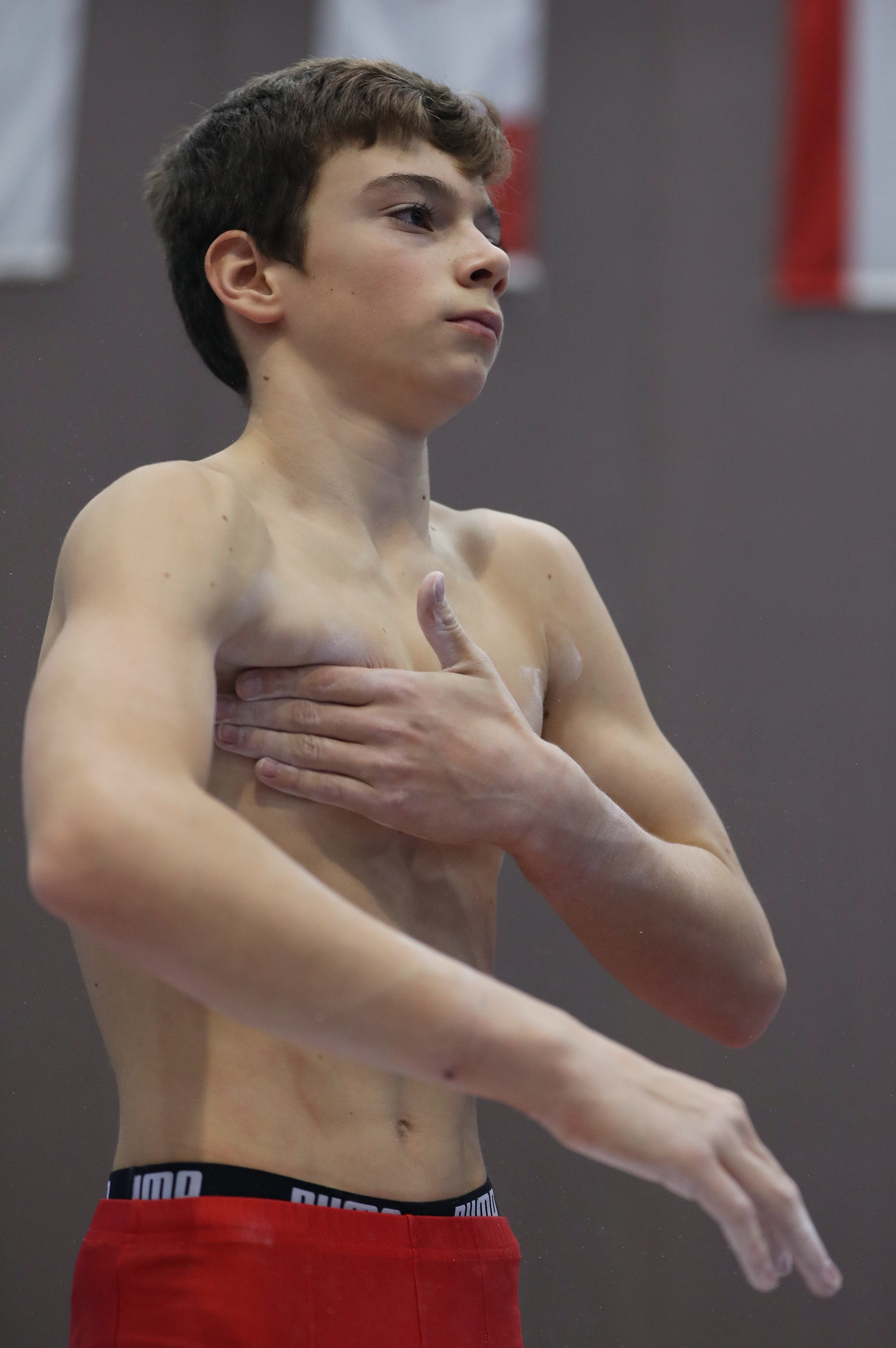
Một vận động viên thể dục dụng cụ sử dụng bột talc để kích hoạt và bảo vệ cơ ngực lớn.

Rách cơ ngực lớn rất hiếm xảy ra và thường gặp ở người khỏe mạnh. Chấn thương này được gặp ở người chơi thể thao, cụ thể là trong các môn thể thao tiếp xúc có tác động mạnh như cử tạ. Rách làm vận động viên đau, cơ yếu và có thể tàn tật. Hầu hết các tổn thương nằm ở vùng gân-cơ, là kết quả của sự co thắt mạnh, lệch tâm của cơ, chẳng hạn như khi nằm đẩy tạ. Bụng cơ ít bị rách hơn, thường là hậu quả của cú đánh trực tiếp. Ở các nước phát triển, hầu hết các tổn thương xảy ra ở nam vận động viên, đặc biệt là những người tập các môn thể thao tiếp xúc và nâng tạ (đặc biệt là trong bài tập nằm ghế nâng tạ). Phụ nữ ít bị những vết rách này hơn vì đường kính vùng gân-cơ lớn hơn, độ đàn hồi của cơ cao hơn và ít chấn thương hơn. Tổn thương được đặc trưng bởi cơn đau đột ngột và cấp tính ở thành ngực và vùng vai, có bầm tím và yếu cơ. Phẫu thuật khâu chỗ rách là phương pháp điều trị ưu tiên để chức năng cơ được bảo tồn, đặc biệt là ở những người tập thể thao.
Hành động nhanh chóng, chẩn đoán chính xác và tiến hành phẫu thuật sửa chữa càng sớm càng tốt là chìa khóa để phục hồi thành công sau chấn thương. Việc do dự khiến chấn thương cấp tính trở thành mãn tính và hậu quả là cơ hội thành công giảm đi đang kế. Sau khi phẫu thuật, cánh tay ở phía bên tổn thương sẽ được cố định bằng đai đeo trong khoảng 6-8 tuần để giảm thiểu/tránh cử động của cánh tay làm đứt sợi cơ ở vị trí phẫu thuật. Khoảng 2 tháng sau khi phẫu thuật, bệnh nhân được duy trì vật lý trị liệu trong khoảng 6 tháng, sau đó cần luyện tập để đạt được kết quả tốt. Hầu hết bệnh nhân có thể trở lại hoạt động sau 6 tháng đến 1 năm sau phẫu thuật. Các chỉ định cận lâm sàng như siêu âm và chụp cộng hưởng tử (MRI) đều hữu ích để xác định chẩn đoán, vị trí và mức độ của chỗ rách, mặc dù phương pháp siêu âm tiết kiệm chi phí hơn MRI, nhưng đòi hỏi bác sĩ chẩn đoán hình ảnh có kinh nghiệm.

### Hội chứng Poland
Hội chứng Poland là một dị tật bẩm sinh, có một dị tật ở ngực khiến cơ ngực bị khuyết một bên. Các đặc điểm khác của bệnh này là "ngắn một bên ngón trỏ, ngón giữa và ngón nhẫn, thiểu sản bàn tay và không có phần ức của cơ ngực lớn".

### Những căn bệnh khác
Cơ ngực lớn trong những trường hợp hiếm hoi có thể phát triển liphoma (u mỡ). Những khối u hiếm gặp như vậy có thể bắt chước các khối u ác tính ở vú vì chúng trông giống như các khối u phì đại của vú. Vị trí của chúng có thể được xác định chính xác thông qua chụp cắt lớp vi tính và chụp cộng hưởng từ (MRI). Những trường hợp này buộc phải phẫu thuật cắt bỏ hoàn toàn vì nguy cơ trở thành liposarcoma (ung thư tế bào mỡ) là rất lớn. Cắt bỏ một phần có thể tái phát u mỡ.

## Hình ảnh bổ sung

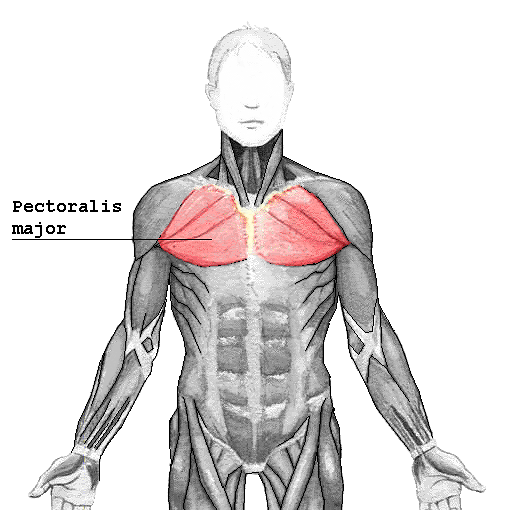
Cơ ngực lớn nhìn từ phía trước
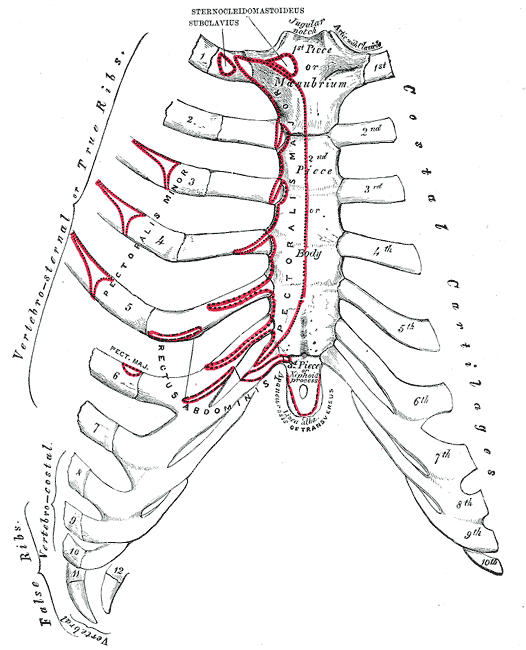
Mặt trước của xương ức và các sụn sườn, bộc lộ nguyên ủy cơ ngực lớn
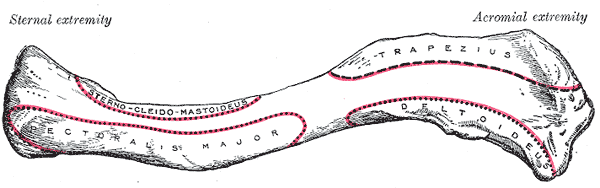
Xương đòn trái, mặt trên, bộc lộ nguyên ủy cơ ngực lớn
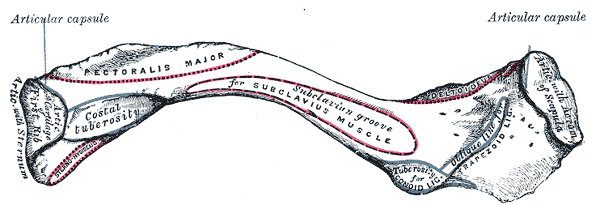
Xương đòn trái. mặt dưới, bộc lộ nguyên ủy cơ ngực lớn
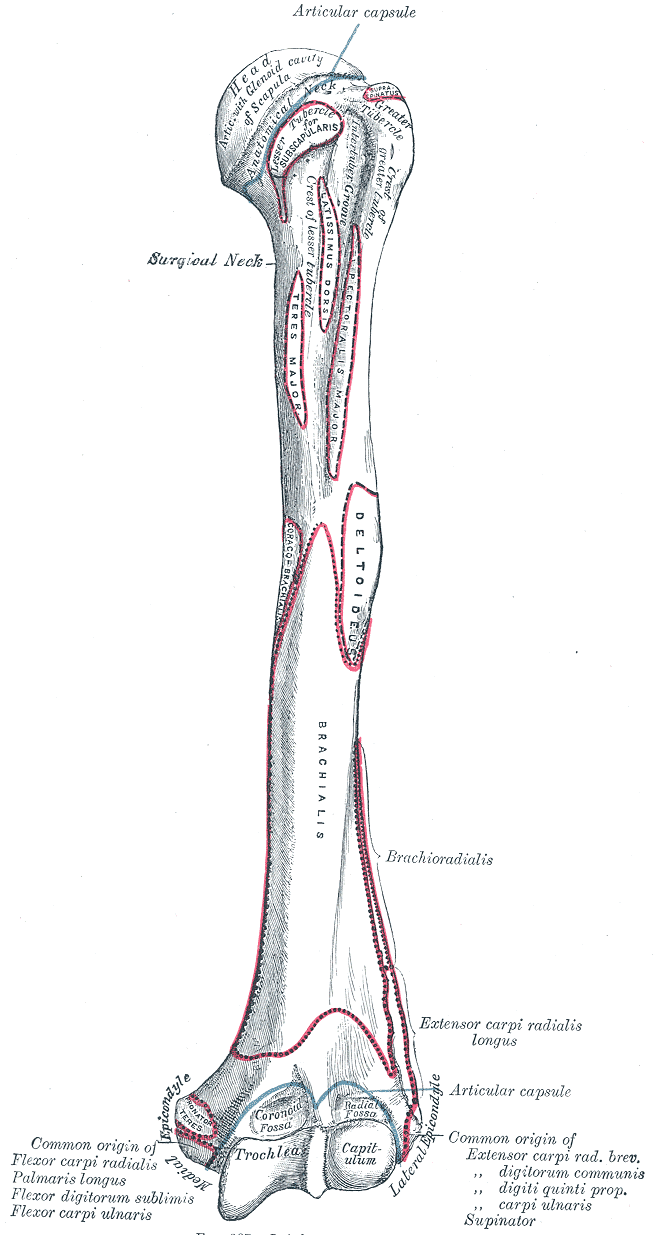
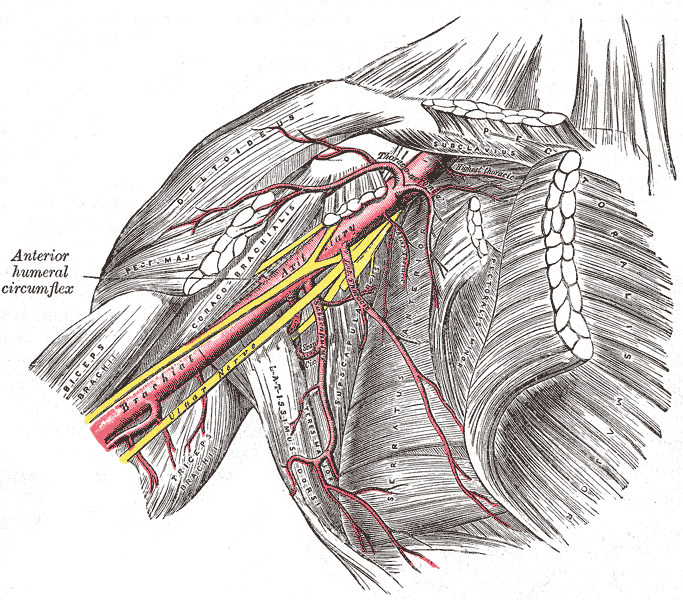
Động mạch nách và các nhánh của nó
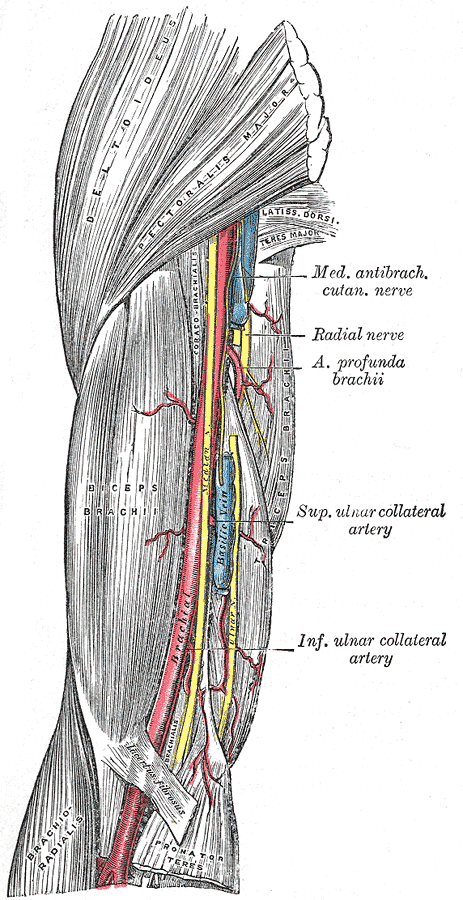
Động mạch cánh tay
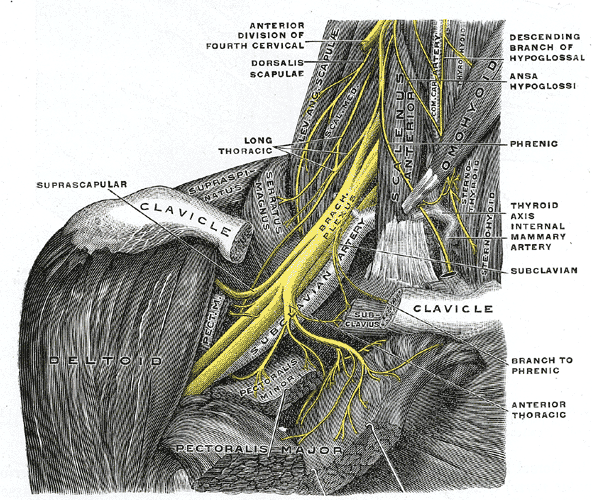
Đám rối thần kinh cánh tay phải với các nhánh của nó, nhìn từ phía trước
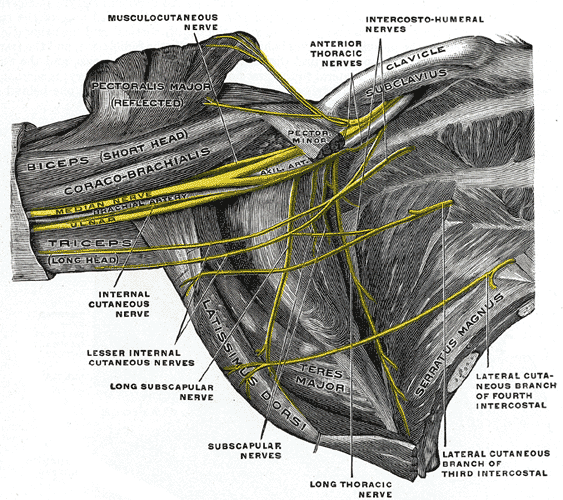
Đám rối thần kinh cánh tay phải ở hố nách; nhìn từ bên dưới và phía trước
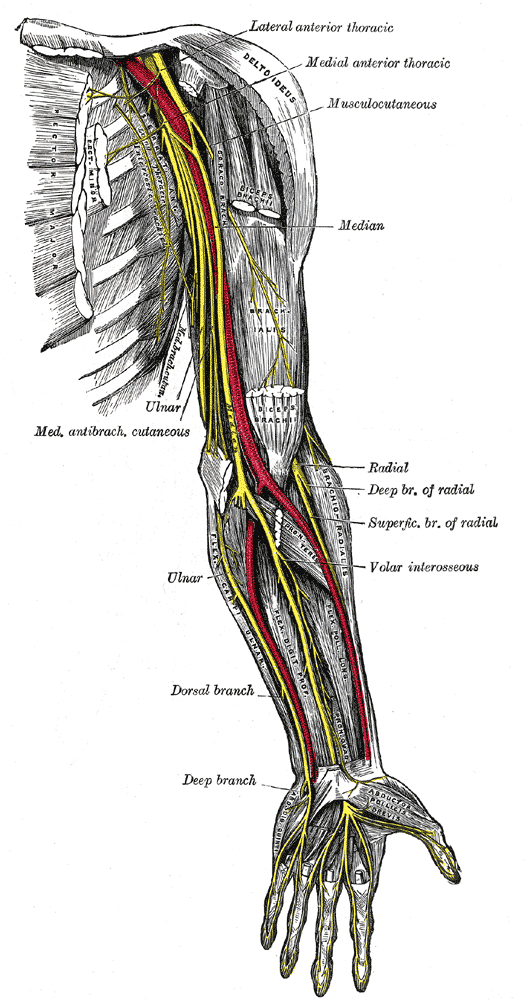
Các dây thần kinh chi trên bên trái
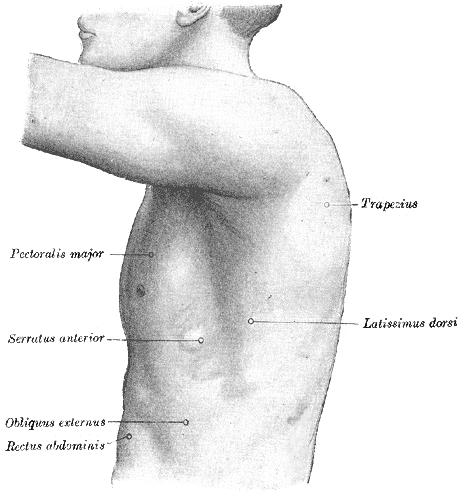
Bên trái của ngực
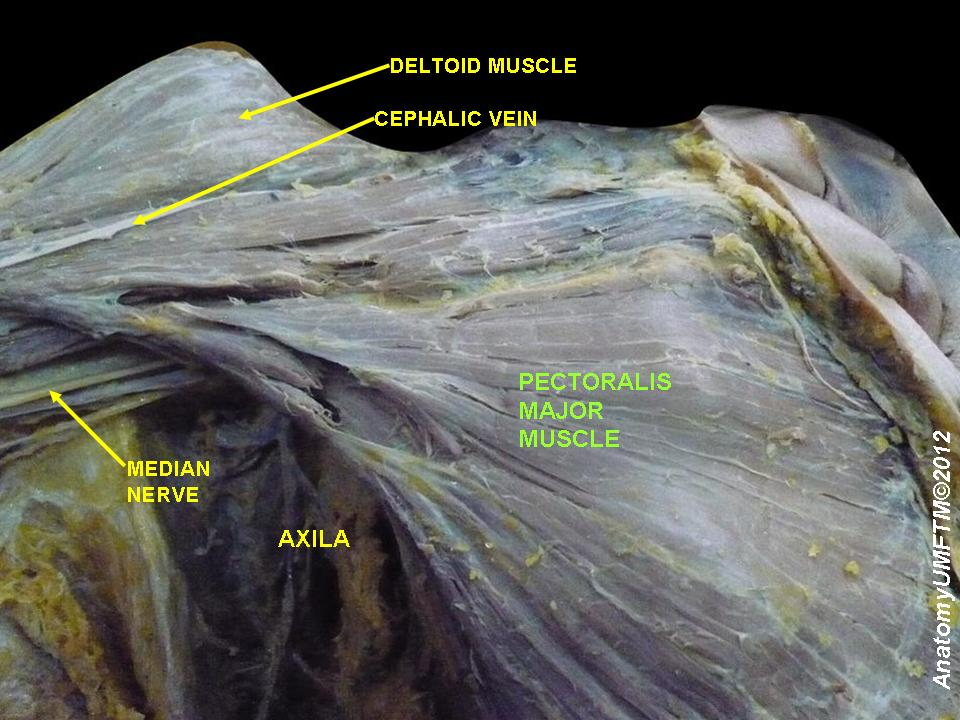
Cơ ngực lớn
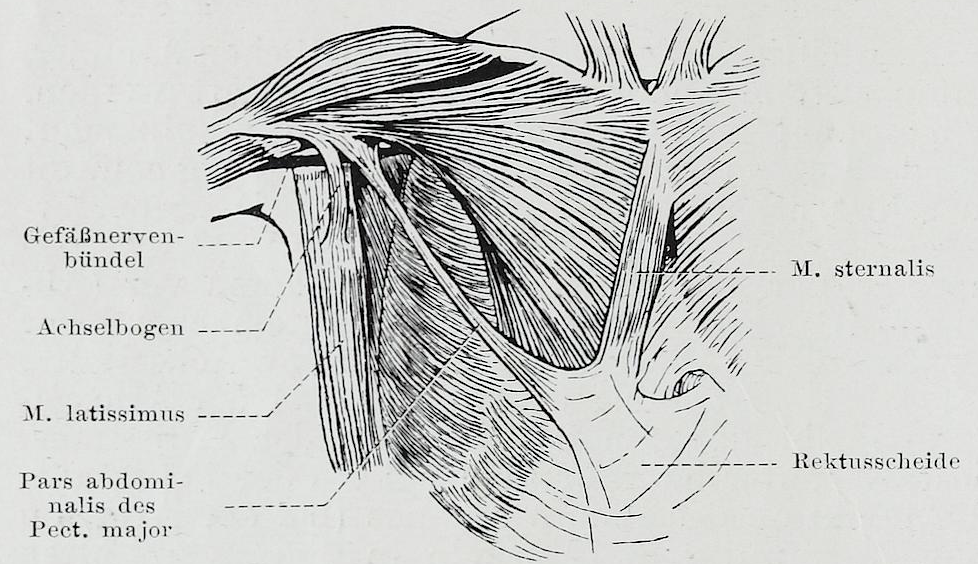
Cá thể có cơ ngực lớn và cơ đòn phụ (sternalis muscle). Đây là Biến thể giải phẫu.